# Pagana dimorpha
Pagana dimorpha là một loài chân đều trong họ Trachelipodidae. Loài này được Dollfus miêu tả khoa học năm 1895.